# Капка Касабова
Капка Николова Касабова  (на английски: Kapka Kassabova) е българо-новозеландска писателка, която пише главно на английски.

## Биография
Капка Касабова е родена през ноември 1973 година в София в семейството на математика Никола Касабов. През 1990 година семейството ѝ заминава за Англия, а през 1992 година се установява в Нова Зеландия.
Касабова получава бакалавърска степен по литература от Отагския университет и магистърска степен от Уелингтънския университет „Виктория“, като по това време започва да публикува стихове и романи. През 2005 година се премества в Шотландия и продължава да издава книги в различни жанрове.
Книгите на Капка Касабова са отличени с редица литературни награди в Европейски страни, където са превеждани:
в 2020 Граница получава наградата на Журито, присъждащо Награда за европейска книга, след няколко английски нагтади присъдени още в 2018; в 2021 L'Écho du lac получава френската награда за най-добра чужда книга (Le prix du Meilleur Livre étranger - Sofitel)

## Книги
- All Roads Lead to the Sea, Auckland University Press, 1997
- Dismemberment, Auckland University Press, 1999
- Reconnaissance, Penguin Books, 1999
- Love in the Land of Midas, Penguin Books, 2001
Любов в земята на Мидас, София, 2011 ISBN 978-954-28-0873-2
- Someone Else's Life, Bloodaxe, 2003
- Geography for the Lost, Bloodaxe, 2007
- Street Without a Name: Childhood and Other Misadventures in Bulgaria, Portobello, 2008
Улица без име, София, 2008 (прев. Мариана Мелнишка) ISBN 978-954-28-0317-1
- Villa Pacifica, Penguin NZ/ Alma Books 2011
Вила Пасифика, София, 2012 ISBN 978-954-28-1110-7
- Twelve Minutes of Love: a tango story, Portobello 2011
Дванайсет минути любов. История с танго, София, 2013 (прев. Мариана Мелнишка) ISBN 978-954-28-1414-6
- Border: a journey to the edge of Europe, Granta 2017/ Greywolf 2017 – награда за европейска книга
Граница, изд. Жанет 45, 2017 (прев. Невена Дишлиева-Кръстева) ISBN 978-619-186-318-1
- To the Lake: A Balkan Journey of War and Peace, Granta 2020, ISBN 9781783783977
Към езерото, София: Жанет 45, 2020, Пр. Н. Дишлиева-Кръстева, К.Касабова, ISBN: 9786191866205
- Elixir: In the Valley at the End of Time, Jonathan Cape 2023, ISBN 978-1-78733-326-0
Еликсир, София: Жанет 45, 2023 Пр.М.Змийчарова, К. Касабова, ISBN: 9786191868537
- Anima: A Wild Pastoral. Jonathan Cape, 2024. ISBN 9781787333277.